# Papa Amadou Diallo
Papa Amadou Diallo, né le 25 juin 2004 à Saint-Louis, est un footballeur international sénégalais qui évolue au poste d'ailier gauche à Norwich City.

## Carrière

### En club

#### FC Metz
Formé à l'AS Génération Foot, le joueur rejoint en février 2023 le FC Metz pour un contrat de 3 ans.
Il joue pour la première fois avec la réserve du club le 15 avril 2023 face à l'US Lusitanos Saint-Maur avant d'avoir ses premières minutes en Ligue 2 avec Metz face à l'EA Guingamp le 20 mai 2023.
Le joueur débute régulièrement sur le banc lors de la saison 2023-2024 en Ligue 1 et marque pour la première fois avec Metz lors du match contre l'AS Monaco FC le 30 mars 2024 (défaite 5-2).
Lors de la saison 2024-2025 en Ligue 2, il inscrit son premier but de la saison le 25 octobre 2024 face à l'EA Guingamp et permet à son club d'obtenir les trois points de la victoire.

#### Norwich City
Après trois bonnes saisons passées avec le FC Metz, Papa Amadou Diallo quitte la France pour s'engager  en EFL Championship avec Norwich City jusqu'en juin 2029 plus une année en option pour un montant de cinq millions d'euros.

### En sélection
Il représente l'équipe senior du Sénégal au Championnat d'Afrique des nations 2022 remporté par les sénégalais qui battent le pays hôte, l'Algérie, en finale. Il marque deux buts dans ce tournoi, contre Madagascar et la République Démocratique du Congo.
Il est convoqué en équipe des moins de 20 ans pour la Coupe d'Afrique des nations junior en 2023. Il est titulaire lors du tournoi, remporté par son équipe qui bat la Gambie en finale. Lors de cette compétition, il inscrit un doublé contre le Mozambique. élu parmi l’Équipe type pour la phase des groupes mais absents de l’Equipe type de la Coupe d'Afrique des nations junior

## Statistiques
| Saison                | Club                  | Championnat           | Championnat | Championnat | Championnat | Coupe(s) nationale(s) | Coupe(s) nationale(s) | Coupe(s) nationale(s) | Play-offs | Play-offs | Play-offs | Total | Total | Total |
| Saison                | Club                  | Division              | M.          | B.          | P.d.        | M.                    | B.                    | P.d.                  | M.        | B.        | P.d.      | M.    | B.    | P.d.  |
| 2022-2023             | FC Metz               | Ligue 2               | 1           | 0           | 0           | -                     | -                     | -                     | -         | -         | -         | 1     | 0     | 0     |
| 2023-2024             | FC Metz               | Ligue 1               | 16          | 2           | 1           | 1                     | 0                     | 0                     | 2         | 0         | 0         | 19    | 2     | 1     |
| 2024-2025             | FC Metz               | Ligue 2               | 28          | 7           | 4           | 2                     | 0                     | 0                     | 3         | 0         | 1         | 33    | 7     | 5     |
| Sous-total            | Sous-total            | Sous-total            | 45          | 9           | 5           | 3                     | 0                     | 0                     | 5         | 0         | 1         | 53    | 9     | 6     |
| Total sur la carrière | Total sur la carrière | Total sur la carrière | 45          | 9           | 5           | 3                     | 0                     | 0                     | 5         | 0         | 1         | 53    | 9     | 6     |

## Palmarès
| Sénégal - Championnat d'Afrique des nations : - Vainqueur en 2022 Sénégal -20 ans - CAN junior - Vainqueur en 2023 - Équipe Type Chan 2022 |